# 낸시 캐롤

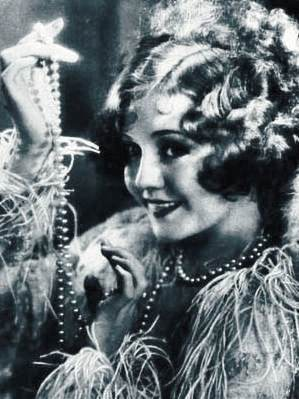

낸시 캐롤(Nancy Carroll, 1903년 11월 19일 ~ 1965년 8월 6일)는 미국의 영화배우, 연극 배우, 텔레비전 배우이다.
뉴욕에서 태어났으며 뉴욕에서 사망하였다. 사인은 심근 경색이다.

## 영화
- 파더 브라운 시즌3 (2015년)
- 댓 서튼 에이지 (1938년)
- 트랜서틀랜틱 메리-고-라운드 (1934년)
- 내가 죽인 남자 (1932년)
- 파라마운트 온 퍼레이드 (1930년)
- 플로우 스루 (1930년) - 로라 역
- 데블스 홀리데이 (1930년)
- 클로즈 하모니 (1929년)
- 댄스 오브 라이프 (1929년)